# Reichskrone

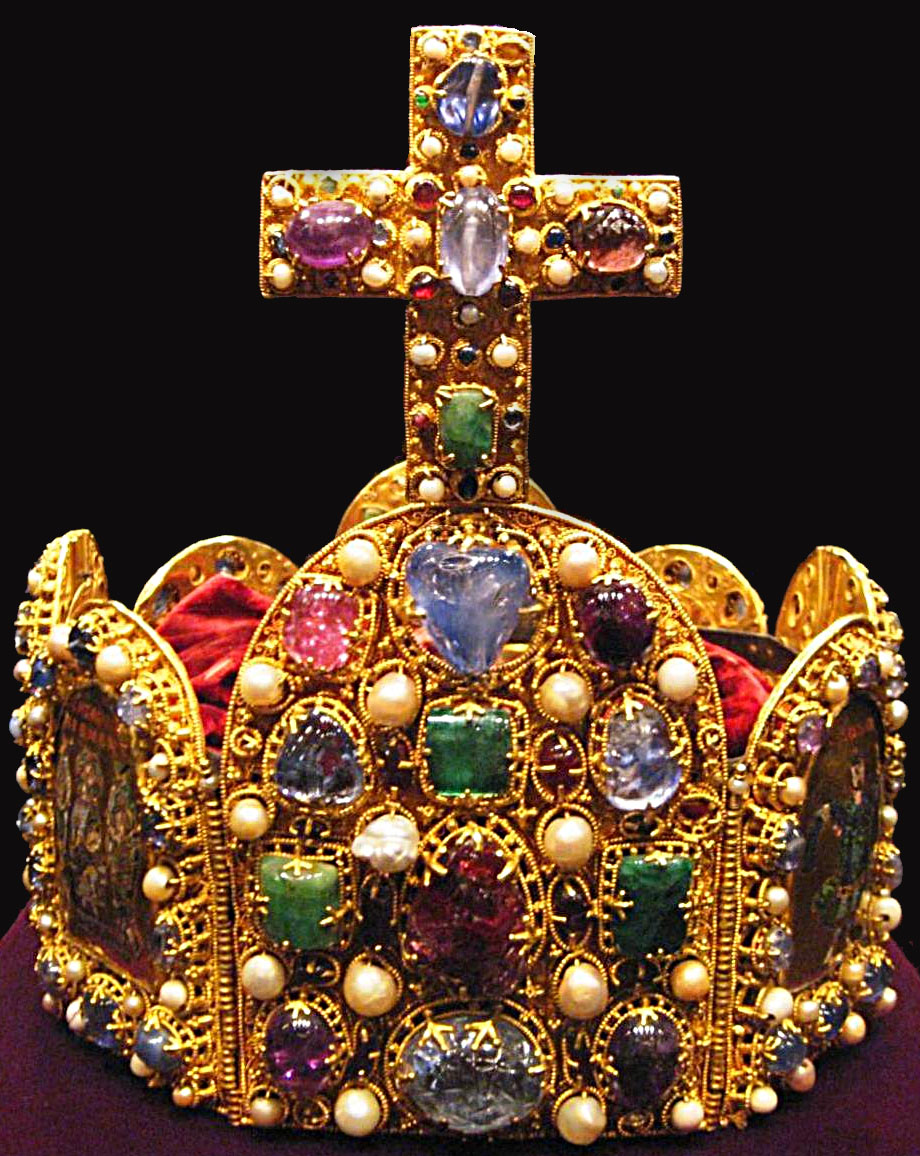
Frontalansicht der Reichskrone in der Wiener Schatzkammer

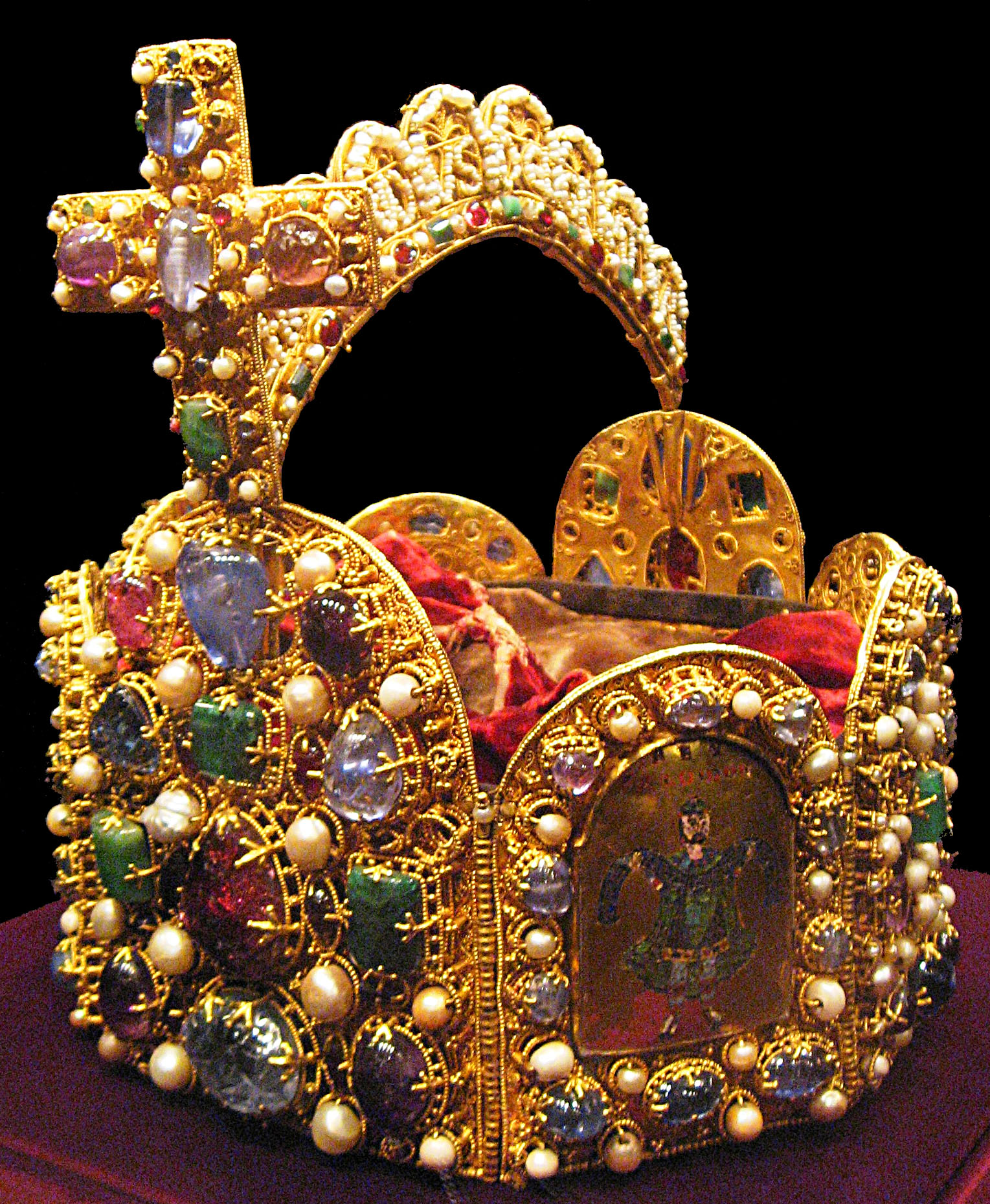
Seitenansicht von rechts

Die Reichskrone ist die Krone der Könige und Kaiser des Heiligen Römischen Reiches seit dem Hochmittelalter. Sie gehört zum Typus der mittelalterlichen Bügelkronen. Die meisten römisch-deutschen Könige seit Konrad II. wurden mit ihr gekrönt. Die Reichskrone war neben dem Reichskreuz, dem Reichsschwert und der Heiligen Lanze der wichtigste Teil der Reichskleinodien. Bei der Krönung wurde sie zusammen mit dem Zepter und dem Reichsapfel an den neuen König übergeben.
So wurde die Krone selbst, wie an der mittelhochdeutschen Bezeichnung daz rîche erkennbar ist, und ihr wichtigster Edelstein, der Waise, zum Symbol für die Reichsidee des Heiligen Römischen Reiches und der Herrschaft des Königs bzw. Kaisers, so dass eine Krönung ohne die Reichsinsignien häufig als illegitim angesehen wurde. Darüber hinaus gilt die Reichskrone als künstlerische Ausprägung eines theologisch begründeten Herrschaftsanspruches, der durch verschiedene in die Krone eingearbeitete Zeichen symbolisiert wurde.
Die Reichskrone verblieb nach ihrer Niederlegung durch Kaiser Franz II., zusammen mit den Reichskleinodien, in der Kaiserlichen Schatzkammer der Wiener Hofburg.

## Aussehen
Die Reichskrone ist achteckig. Abgeleitet wird dies davon, dass nach biblischer Überlieferung acht Menschen die Sintflut überlebt haben. In der Achtzahl der Menschen drückte sich somit der Bund Gottes mit den Menschen (Noahbund) aus. Demnach war für die abendländischen Christen die „8“ die Zahl der Taufe, der Verbindung von Himmel und Erde, der Vollendung, des Unendlichen, der Erlösung, des Messias und im Weiteren die Kaiserzahl, die sich in der Architektur in der oktogonalen Grundform zahlreicher Kaiserbauten ausdrückte.
Statt eines Reifens sind die acht oben abgerundeten Platten durch Scharniere miteinander verbunden. Durch zwei zu einem unbekannten Zeitpunkt eingezogene Eisenbänder, die mit Goldnieten an den Platten befestigt wurden, wurde die Krone in ihrer nahezu regelmäßigen achteckigen Gestalt fixiert. Wegen ihrer Konstruktion aus Platten zählt die Reichskrone zu den Plattenkronen, wegen ihres Bügels, der hier der Fixierung des Plattenoktogons und der Montage des Frontkreuzes dient, auch zu den Bügelkronen. Die Konstruktion aus mit Bildern verzierten Platten verbindet die Reichskrone mit byzantinischen Vorbildern.
Der Abstand der Stirn- zur Nackenplatte beträgt 20,9 cm und der von der linken zur rechten Schläfenplatte 22,2 cm. Die Stirnplatte ist mit einer Breite von 11,2 cm und einer Höhe von 14,9 cm die größte Platte. Die anderen Platten sind unterschiedlich groß, wobei die Bildplatten etwa 12 cm hoch und 83 mm breit sind. Die beiden Schläfenplatten messen rund 12,5 cm in der Höhe und 82 mm in der Breite. Die Nackenplatte hat genau wie die Stirnplatte eine Höhe von 14,9 cm, ist jedoch nur 82 mm breit. Das Kronenkreuz ist 99 mm hoch und 82,5 mm breit und steckt in einer offensichtlich nicht dafür gedachten Scheide, da dieses darin nur notdürftig befestigt ist. Das Gewicht der Krone beträgt ca. 3,5 kg.
Die einzelnen Platten der Krone sind aus gediegenem Gold, von Perlen und Edelsteinen durchsetzt. Durchsetzt ist hier wörtlich zu nehmen: Die Perlen und die Steine sind in ausgesägte Öffnungen eingeschoben und mit Filigrandraht befestigt, so dass sie in durchscheinendem Licht wie von innen leuchten. Insgesamt wurden 240 Perlen (davon 144 größere und 96 kleinere) und 120 Steine (84 größere und 36 kleinere) verarbeitet; alle Zahlen sind durch 12 teilbar und symbolisierten für die für christliche Symbole sehr empfänglichen Christen des Mittelalters sowohl die 12 Apostel wie die 12 Stämme Israels.
Untersuchungen des Instituts für Mineralogie und Kristallographie der Universität Wien in den Jahren 2022 bis 2024 ergaben, dass neben dem Saphir 50 Granate, 20 Smaragde, 13 Amethyste, 4 Chalcedone, 3 Spinelle und 11 verschieden gefärbte Gläser auf Kronreif, Stirnkreuz und Bügel angebracht wurden. Der große rote Spinell in der mittleren Reihe der Stirnplatte wurde einer spektrometrischen Analyse zufolge einer sehr hohen Temperatur von nahezu 1000 °C ausgesetzt. Ob das zur Verbesserung der Farbigkeit geschah, wie in der Neuzeit üblich, ist noch nicht wissenschaftlich geklärt. 
Vier Emailleplatten sind von der Technik her byzantinisch beeinflusst. Drei dieser Bildplatten stellen Könige aus dem Alten Testament dar (David, Salomo sowie Ezechias mit dem Propheten Jesaja), eine Bildplatte zeigt Jesus von zwei Engeln umrahmt. Die anderen vier Platten sind sogenannte Steinplatten mit Edelsteinen. Die Bildplatten wechseln sich mit den Steinplatten ab.

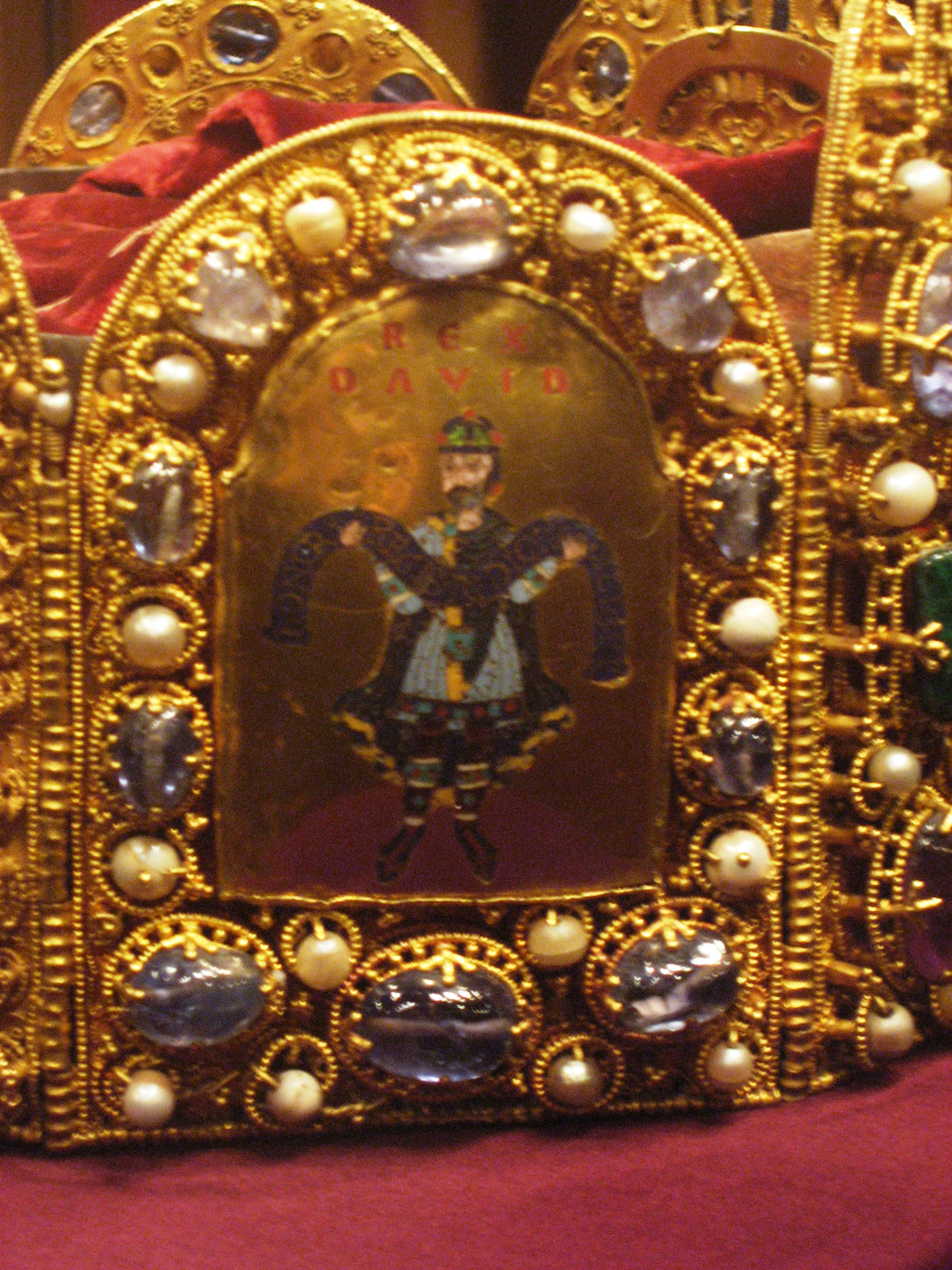
König David, Inschrift: Rex David
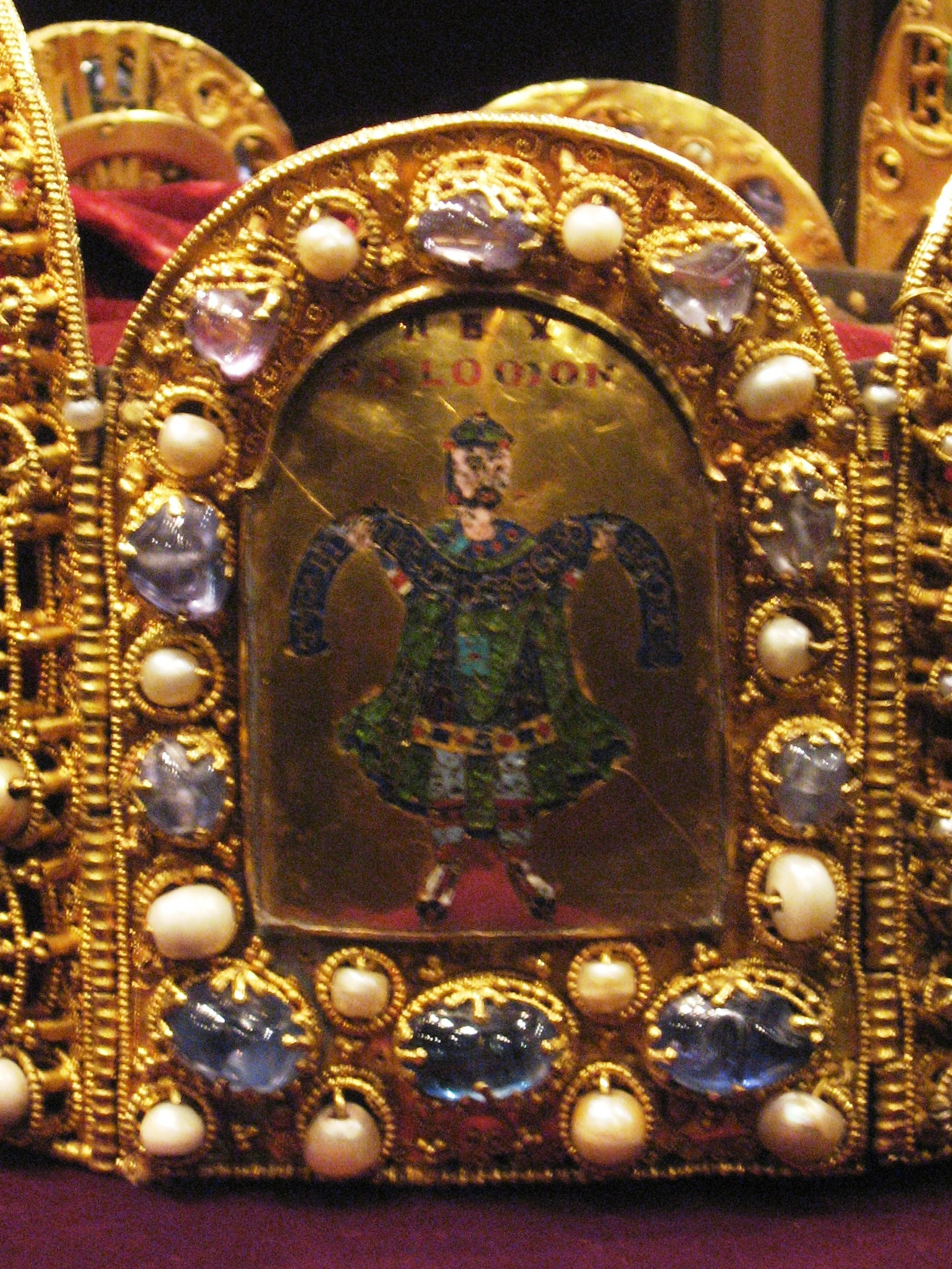
König Salomo, Inschrift: Rex Salomo
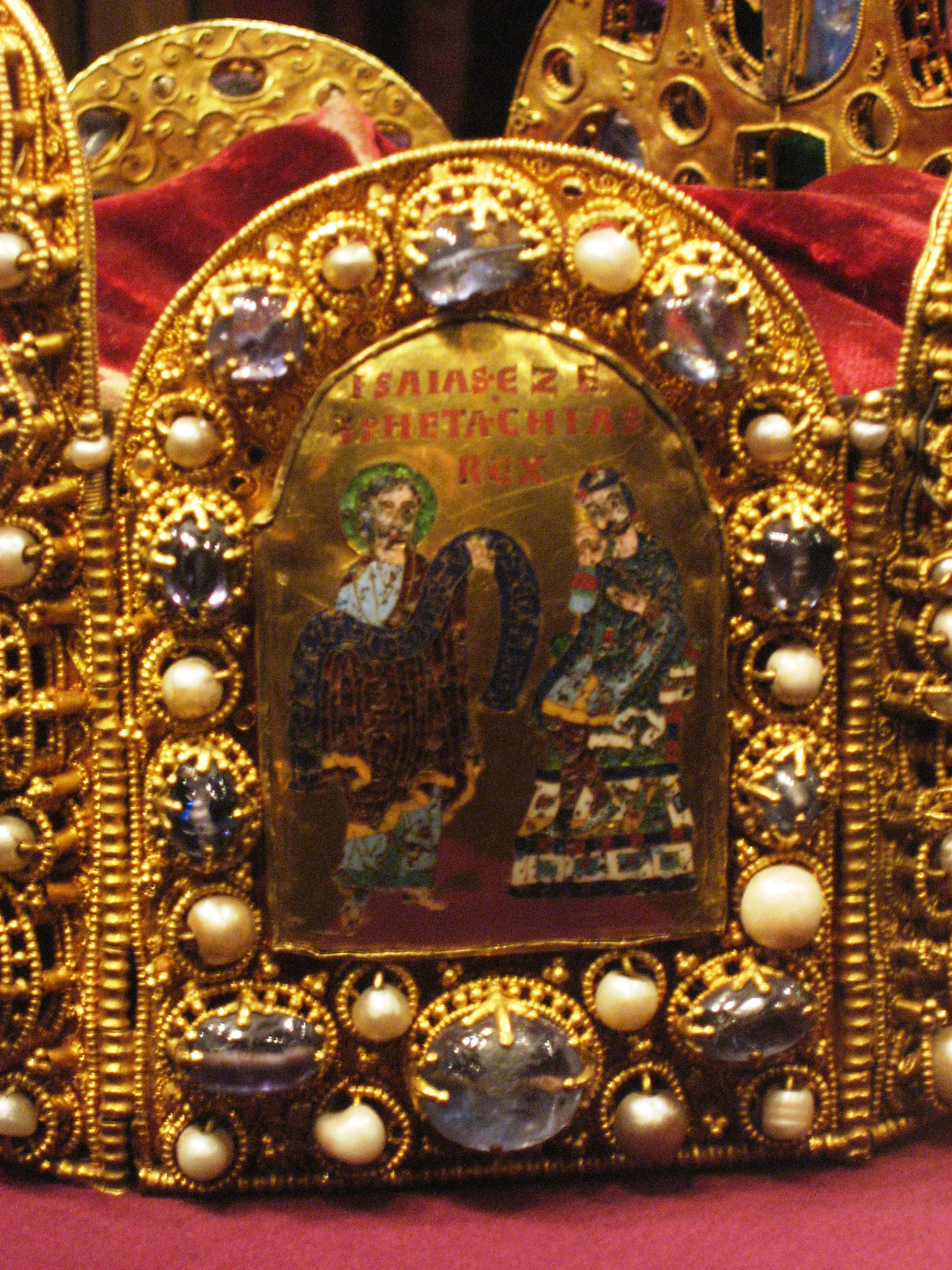
König Ezechias (Hiskija) mit dem Propheten Jesaja; Inschriften Isaias p[ro]pheta (links), Ezechias rex (rechts)
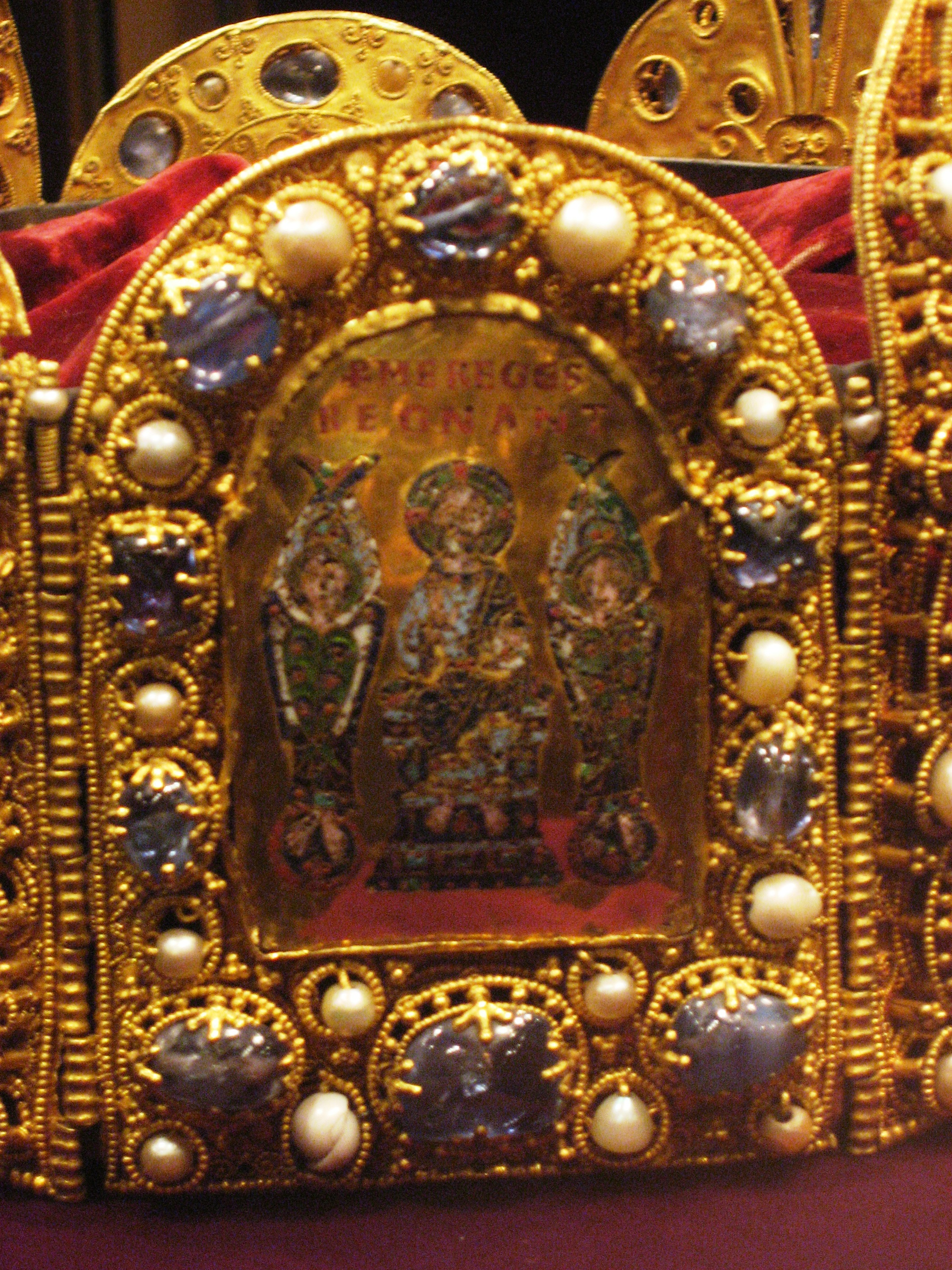
Christus von zwei Engeln umrahmt, Inschrift: P[er] me reges regnant

Die Könige David und Salomo halten Spruchbänder mit lateinischen Aufschriften in ihren Händen. Bei König David heißt es: „Der ehrenhafte König liebt den Rechtsspruch“, bei Salomo: „Fürchte Gott und meide Unrecht“. Auf dem dritten Bild wird König Ezechias das vom Propheten Jesaja übermittelte Versprechen Gottes zuteil: „Wohlan, ich will deinen Lebensjahren noch 15 hinzufügen“. Auf der vierten Platte wird der auferstandene Jesus thronend über dem Weltkreis, von zwei Engeln umrahmt dargestellt. Dazu heißt es in roten Buchstaben auf goldenem Grund Per me reges regnant.
Das aufgesteckte Kronenkreuz ist eine Hinzufügung des frühen 11. Jahrhunderts, die Heinrich II. zugeschrieben wird; der ebenfalls aufgesteckte Bügel ist wohl eine Ergänzung aus der Zeit Kaiser Konrads II. (1027–1039). Der für Kaiserkronen typische Bügel überspannt den gesamten achteckigen, acht oben abgerundete Platten tragenden Kronenkörper und verbindet die vergrößerte Stirnplatte mit der Nackenplatte.
Die Inschrift aus Perlen zeigt den Grund für die Annahme der Urheberschaft Konrads II. Auf der linken Seite heißt es Chuonradus Dei Gratia und auf der rechten Seite Romanoru(m) Imperator Aug(ustus), deutsch: „Konrad von Gottes Gnaden Kaiser der Römer (und) Augustus“. Der Bügel soll wahrscheinlich nicht unabsichtlich an die Helmzier antiker Herrscher und Feldherren erinnern.
An Stelle des Kronenkreuzes, an den Seitenplatten sowie der Nackenplatte befanden sich zunächst vermutlich je drei sogenannte Kolbenperlen. Dies wurde wahrscheinlich geändert, weil die byzantinischen Kaiser zu dieser Zeit die auf ihrer Krone vorhandenen Kolbenperlen ebenfalls durch ein Kreuz ersetzten.
Fehlende Elemente

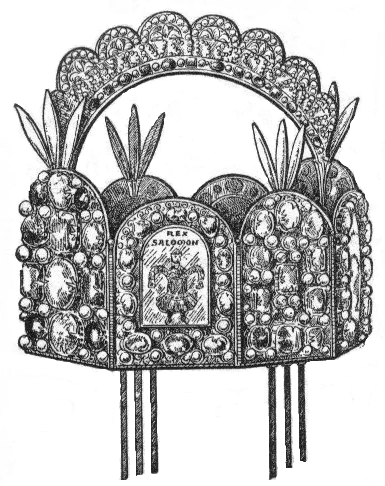
Rekonstruktion der ursprünglichen Gestalt der Reichskrone vor Konrad II.

Der heutige Erhaltungszustand ist nur als Fragment der ursprünglichen Krone zu bezeichnen.
Heute fehlt der prominenteste Edelstein des Mittelalters, der sogenannte Waise (lateinisch orphanus). Dieser war vermutlich ein großer Opal oder Karfunkelstein, also handelte es sich entweder um einen milchig-weißen oder einen intensiv roten Edelstein. Er war an der Nackenplatte oder Stirnplatte befestigt – hier diskutiert die historische Wissenschaft intensiv – und fehlt bereits seit dem 14. Jahrhundert. Zu diesem Stein schrieb Albertus Magnus um das Jahr 1250:

„Der Waise ist ein Edelstein in der Krone des Römischen Kaisers. Weil er niemals sonst irgendwo gesehen war, wird er der »Waise« genannt. Er hat eine Farbe wie Wein, wie zartes Weinrot, und es ist, wie wenn das blendende, leuchtende Weiß des Schnees in das helle Weinrot eindringt und dabei doch das Rot beherrschend bleibt. Dieser Edelstein glänzt stark und es heißt, er habe einst sogar bei Nacht geleuchtet; doch das tut er in unserer Zeit nicht mehr. Wohl aber wird gesagt, dass er die Ehre des Reiches bewahre.“

Im Jahre 1350 wird er im Übergabeinventar der Reichskleinodien an Karl IV. zum letzten Mal erwähnt.
Weiterhin sind einige Platten eingerissen, verbogen oder gebrochen. Außerdem fehlen an mehreren Stellen Edelsteine, Filigrantürmchen und Perlen. Teilweise wurden die fehlenden Perlen und Edelsteine ersetzt, wobei diese nicht immer passgenau zur ursprünglichen Gestalt angefertigt wurden. Dies geschah besonders auffällig an der Stelle der Stirnplatte, wo vermutlich der Waise saß. Dort befindet sich heute ein schlanker Saphir, der nicht genau in die vorhandene Fassung passt, die deshalb oben ausgesägt wurde.
Auf der Innenseite der Seitenplatten angebrachte Halterungen verweisen auf fehlende Juwelenkettchen (Pendilien), die links und rechts herabhingen. Diese sind so zum Beispiel im Perikopenbuch Heinrichs IV. dargestellt. Weddige schreibt hierzu:

„Von den Seitenplatten hingen je 3 Pendilienkettchen wie bei der ungarischen Stephanskrone herunter.“

Die rote Samthaube im Kroneninneren ist aus dem 18. Jahrhundert. An ihrer Stelle trug der Kaiser im Mittelalter eine Mitra, da das Tragen bischöflicher Gewänder (Pontifikalien) ein päpstliches Privileg war, das dem Kaiser bei der Krönung verliehen wurde.

## Geschichte der Krone

### Entstehung
Die Reichskrone ist nach bislang geltender Ansicht frühestens um 960 für Otto I. und spätestens um 1030 für Konrad II. angefertigt worden. Seit Anfang des 20. Jahrhunderts haben sich unter anderem Hermann Fillitz, Reinhart Staats, Gunther G. Wolf und Mechthild Schulze-Dörrlamm um eine genaue Datierung der Entstehung der Krone bemüht. Seitdem ist die Krone nicht nur allen Kaisern von Otto I. bis Konrad II. zugeschrieben worden, sondern auch dem Burgunderkönig Rudolf III. und Papst Benedikt VIII. Allerdings gibt es wiederholt Versuche einer Spätdatierung der Reichskrone in der Mitte des 12. Jahrhunderts für den ersten Stauferkönig Konrad III.
Die Reichskrone wurde wahrscheinlich in einer niederrheinischen Werkstatt in der zweiten Hälfte des 10. Jahrhunderts hergestellt. Stil- und Materialvergleiche lassen auf eine Kölner oder Essener Werkstatt schließen. Für eine Kölner Werkstatt spricht, dass der als Auftraggeber der Reichskrone geltende Bruder Kaiser Ottos I., Brun, Kanzler des Reichs und Erzbischof von Köln war und als solcher über das bedeutendste künstlerische Zentrum des Reichs gebot. Andere Orte der Herstellung lassen sich aber auf Grund der handwerklichen Einzigartigkeit nicht ausschließen. Dafür in Betracht gezogen werden unter anderem das Benediktinerkloster auf der Insel Reichenau, da es dort neben der Reichskanzlei eine Malerschule und Goldschmiede gab, die handwerklich dazu in der Lage gewesen wären. Weitere in der wissenschaftlichen Literatur diskutierte Orte der Herstellung sind zum Beispiel Konstantinopel, Sizilien, Burgund, Lothringen, Mainz oder Regensburg.

### Erste Erwähnungen
Die erste schriftliche Erwähnung, die nach überwiegender wissenschaftlicher Meinung eindeutig die heute bekannte Krone beschreibt, findet man bei Walther von der Vogelweide. In zwei Sangspruchstrophen wird demnach die Reichskrone thematisiert. Im Zusammenhang mit der Krönung Philipps von Schwaben am 8. September 1198 in Mainz durch den burgundischen Erzbischof Aimon von Tarentaise zum König sang er (neuhochdeutsche Übersetzung):
Die Krone ist älter als der König Philipp ist.

Daran könnt Ihr alle gewiss ein Wunder erkennen,

wie sie ihm der Schmied so passend gemacht hat.

Sein kaiserliches Haupt passt so gut zu ihr,

dass sie von rechts wegen niemand Edler trennen soll.

Keines von beiden schwächt hier das andere

Sie strahlen beide einander an,

das edle Gestein gegen den jungen, angenehmen (herrlichen) Mann.

Die Augenweide sehen die Fürsten gerne.

Wer nun auch immer in Reichsfragen unschlüssig ist,

der achte darauf, wem der Waise

über seinem Nacken steht:

der Stein ist aller Fürsten Leitstern.
In seinem Spruch ergriff Walther propagandistisch Partei für Philipp, da im gleichen Jahr Otto IV. ebenfalls zum König gewählt und in Aachen durch den Kölner Erzbischof Adolf I. gekrönt wurde. Diese Krönung erfolgte zwar am richtigen Ort der Krönung und durch den rechten Koronator, jedoch mit imitierten Reichsinsignien. Da aber zu dieser Zeit die Frage des richtigen Krönungsortes für die Legitimation wesentlich wichtiger war als die Verwendung der Reichsinsignien, wird klar, warum Walther die Bedeutung der Krone für die Legitimation des Königs betont.
Da im Früh- und Hochmittelalter das Königtum eine Reiseherrschaft war, wurde die Krone zunächst in den verschiedenen Königspfalzen, Reichsburgen und Klöstern verwahrt, in denen sich der König beziehungsweise Kaiser gerade aufhielt. Zu diesem Zweck gab es dort spezielle Räumlichkeiten, zum Beispiel in der Harzburg, der Reichsabtei Hersfeld, der Reichsveste Hammerstein und anderen (Siehe auch: Reisen durch das Reich). Ab 1247 ist der Aufbewahrungsort der Reichskrone lückenlos belegt.
Auf Münzen Kaiser Barbarossas, kurz vor seinem Tode (gest. 1190) geprägt, findet sich zum ersten Mal die Reichskrone abgebildet. Bilder, die einigermaßen realistisch die heutige Krone zeigen, finden sich erst nach 1355 im Stammbaum Karls IV., der auf einem Wandgemälde auf der Burg Karlstein bei Prag dargestellt ist.
Karl IV. ließ um das Jahr 1368 von einem Prager Meister ein Futteral aus Leder für die Krone anfertigen. Derselbe Meister hat auch das Futteral für die Wenzelskrone gefertigt. Erst ab diesem Zeitpunkt ist es historisch gesichert, dass die Krone, die heute in Wien aufbewahrt wird, mit den Erwähnungen im Zusammenhang mit dem Reichsschatz identisch ist.

### Verwahrung in Nürnberg

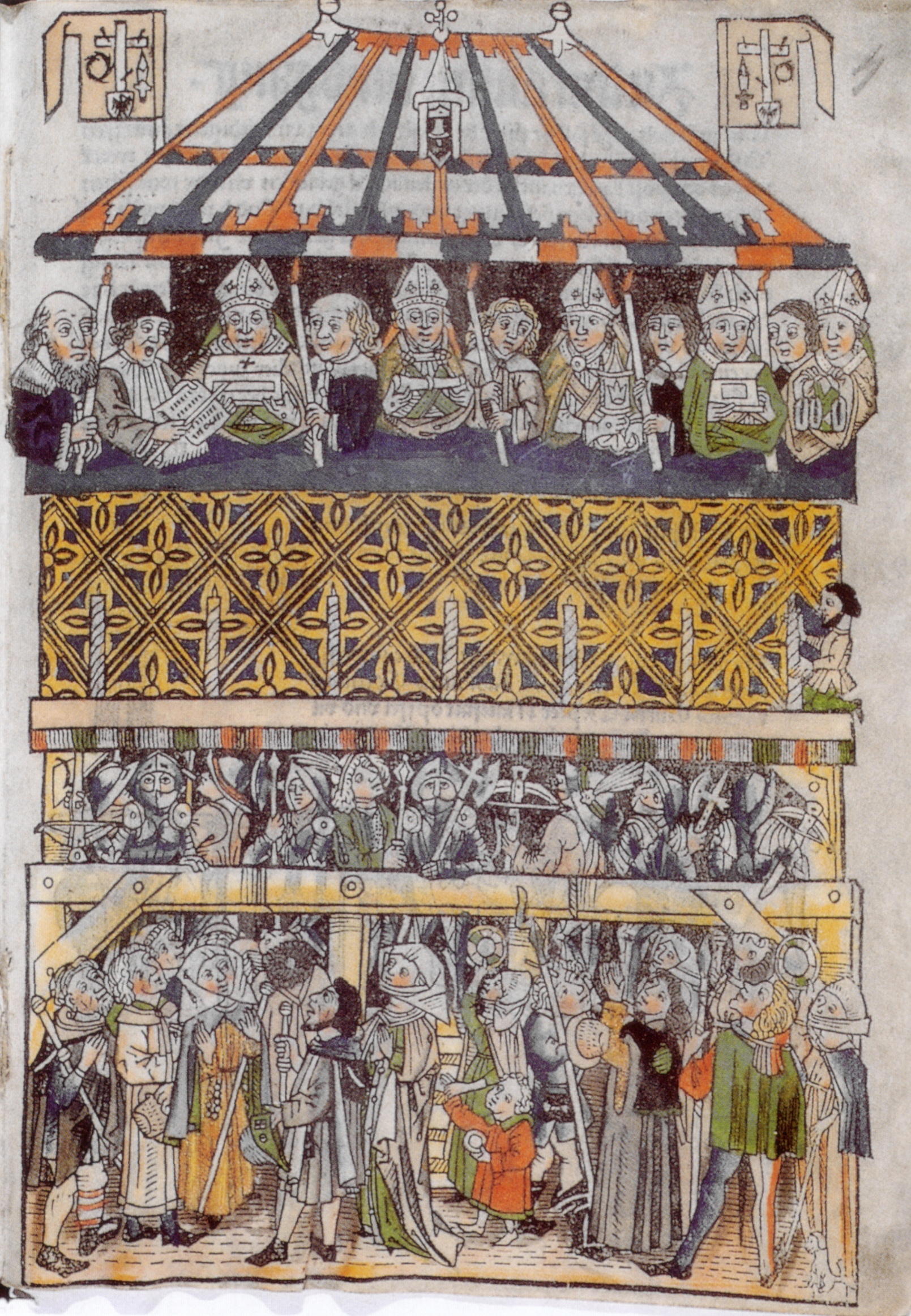
Heiltumsweisung in Nürnberg
(Holzschnitt von 1487)

Die Hussiten versuchten nach der Verbrennung von Jan Hus im Jahre 1415 in Konstanz, sich während der anschließenden Hussitenkriege der Reichskleinodien zu bemächtigen, die zu dieser Zeit in der Burg Karlstein aufbewahrt wurden. König Sigismund gelang es zwar, den Schatz nach Ungarn auf die Burg Visegrád zu retten. Dort waren die Kleinodien aber auch nicht sicher, da Ungarn nicht zum Reich gehörte, obwohl Sigismund zu dieser Zeit ebenfalls ungarischer König war.
Die wohlhabenden Reichsstädte, darunter Nürnberg als eine der größten und bedeutendsten, waren eine der wichtigsten Stützen des Reiches im 15. Jahrhundert. Deshalb verhandelte Sigismund mit der Stadt Nürnberg, um die Reichskleinodien auf ewige Zeiten, unwiderruflich und unanfechtbar aufzubewahren. Zu diesem Zweck verlieh er der Stadt am 29. September 1423 das Privileg „Hort des Reichsschatzes“. Die Verleihungsurkunde spricht dabei von den Kleinodien als unser und des heiligenreichs heiligtum. Außerdem sollten die Kleinodien jährlich am vierzehnten Tag nach Karfreitag öffentlich bei den sogenannten Heiltumsweisungen gezeigt werden. Zusammen mit dem Privileg der Aufbewahrung wurde Nürnberg das Recht auf eine vierzehntägige Handelsmesse, beginnend mit dem Tage der Heiltumsweisungen, verliehen.
Am 22. März 1424 trafen die Reichskleinodien mit der Reichskrone als Fischtransport getarnt in Nürnberg ein. Von dem Transport, der von zwei Abgesandten des Nürnberger Rates begleitet wurde, wussten nur sechs Personen. Insgesamt brauchte man für den Transport über die Donau und ab Regensburg mit dem Fuhrwerk zwei Wochen. Da die Verhandlungen und der Transport geheim gehalten wurden, erfuhr die Öffentlichkeit erst kurz vor der Ankunft von dem Unternehmen. Das Eintreffen des Transportes in der Stadt wurde von der Bürgerschaft und dem Klerus der Stadt mit einem großen Fest begangen. Noch im gleichen Jahr bestätigte Papst Martin V. das Verwahrungsprivileg Nürnbergs, welcher aber sein Mitspracherecht in allen Reichsangelegenheiten durch folgende Einschränkungen zur Kenntnis brachte: Die Kleinodien sollten in der Kirche des Heilig-Geist-Spitals verwahrt werden. Die „ewige Zeit“ der Verwahrung sollte enden, wenn die Stadt vom rechten Glauben abfalle.
Die Reichskleinodien wurden in einem Versperr genannten Raum über der Sakristei der Kirche des Heilig-Geist-Spitals verwahrt, die Reichskrone gesondert in einer schwarzen Truhe. Zusätzlich wurde für die Präsentation der Reichskleinodien in einem würdigen Rahmen die Kirche neu ausgemalt und für die Heilige Lanze und das Reichskreuz ein mit Nürnberger Wappen, Schwabenfeld und Frauenadler, geschmückter Behälter, der Heiltumsschrein, angefertigt. Die Schlüssel zum Aufbewahrungsort verwahrten die Losunger, die drei höchsten Beamten der Stadt. Als Höhepunkt im Nürnberger Jahresablauf wurden die vorgeschriebenen öffentlichen Heiltumsweisungen der Reichskleinodien durchgeführt. Von einem Holzturm aus, der auf dem Marktplatz aufgebaut war, zeigten drei Bischöfe die Reichskleinodien dem Volk. Darauf folgte die Handelsmesse.

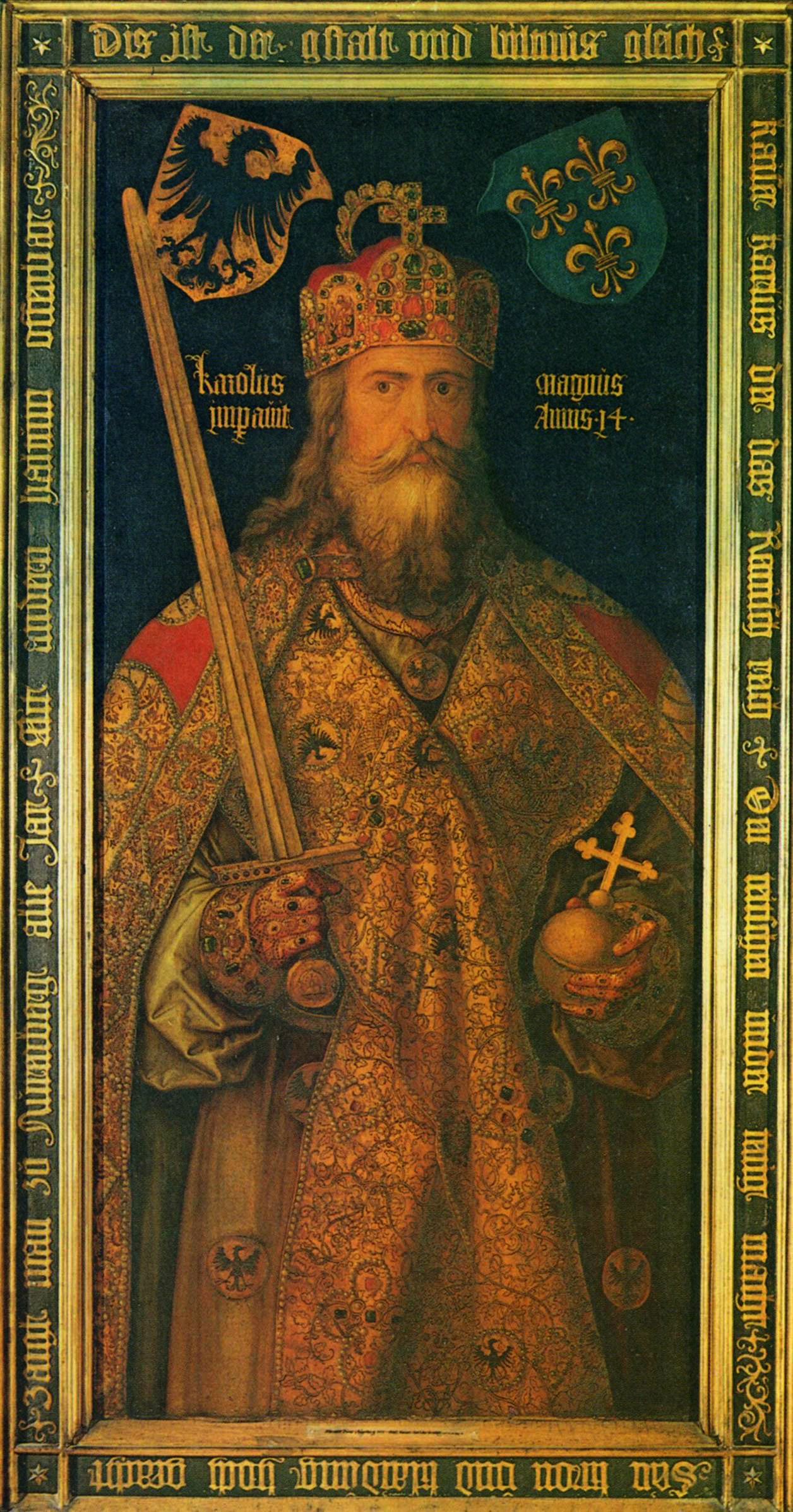
Karl der Große mit der Reichskrone und Insignien (Idealporträt von Albrecht Dürer, 1512)

Im Jahre 1510 gaben die Nürnberger Stadtväter für den Raum im Schopperschen Hause, einem Bürgerhaus am Markt, in welchem die Reichskleinodien zur Zeit der Heiltumsweisungen aufbewahrt wurden, für die sogenannte Heiltumskammer zwei Bilder in Auftrag. Die Darstellungen Kaiser Sigismunds und Karls des Großen sollten den Rang der Reichsstadt Nürnberg für jedermann anschaubar machen. Der beauftragte Maler Albrecht Dürer versah den damals als Reichsgründer verehrten Kaiser Karl mit Reichsapfel, Reichsschwert und mit der Reichskrone. Auf dem Rahmen des Bildes steht Folgendes geschrieben:
Dis ist der gestalt und biltnus gleich

Kaiser Karlus, der das Remisch reich

Den Teitschen under tenig macht

Sein kron und klaidung hoch geacht

Zaigt man zu Nurenberg alle jar

Mit andern haltum offenbar.
Versuche durch die Kaiser Sigismund nachfolgenden Habsburger (z. B. Friedrich III.), den Nürnbergern das Recht der Aufbewahrung der Symbole des Reiches streitig zu machen und sich der Krone und der Reichskleinodien zu bemächtigen, wurden alle erfolgreich abgewehrt. Nur zu den Krönungen der deutschen Könige und Kaiser verließen die Reichskleinodien von Nürnberger Gesandten begleitet und geschützt die Stadt. Der Italiener Enea Silvio Piccolomini, der spätere Papst Pius II. schrieb im Jahre 1452 über die Krönung Friedrich III. zum Kaiser in Rom:

„Friedrich selbst hatte sich zu dieser Feierlichkeit den Mantel, das Schwert, das Szepter, den Reichsapfel und die Krone Karls des Großen aus Nürnberg kommen lassen und sich dieser bedient.“

Die Nürnberger Gesandten hatten sogar das Recht, während der Krönungen die Insignien darzureichen. Ein Buch, in dem alle die Reichskleinodien Betreffenden und die Begleiter zu den Krönungen namentlich genau vermerkt wurden, existiert nicht mehr.
Im Jahre 1523 fand die letzte öffentliche Heiltumsweisung statt, da Nürnberg zur Reformation übertrat. Deshalb versuchte Papst Hadrian VI. der Stadt das Aufbewahrungsprivileg zu entziehen. Außerdem erhob Aachen als Aufbewahrungsort der „Aachener Kleinodien“ und traditioneller Krönungsort mehrfach Anspruch auf die Kleinodien, jedoch erfolglos. Die Nürnberger verwiesen darauf, dass das Heilig-Geist-Spital eine städtische Gründung sei, über welche der Papst nicht zu verfügen habe. Diesen Umstand nämlich hatte der Papst 100 Jahre zuvor übersehen.
Nachdem in Frankreich 1789 die Revolution begonnen hatte, wurde dort 1792 das Königtum gestürzt. Die Koalitionskriege, in denen die deutschen Heere die Monarchie in Frankreich wiederherzustellen versuchten, endeten mit dem Sieg des revolutionären Frankreich. So griff der Krieg auch auf Deutschland über, und im Jahr 1796 rückten die französischen Revolutionstruppen unter General Jean-Baptiste Jourdan gegen Nürnberg vor. So musste der Nürnberger Magistrat seinem Verwahrungsauftrag gemäß verfahren. Der Nürnberger Oberst Johann Georg Haller von Hallerstein wurde mit der Rettung der Reichskleinodien betraut, die schließlich dem kaiserlichen Prinzipalkommisär am immerwährenden Reichstag in Regensburg, dem Freiherrn Johann Aloys Josef von Hügel, übergeben wurden. Dieser nahm sie mit Bewilligung des Kaisers in seine Verwahrung und deponierte sie am Hof der von Thurn und Taxis in Regensburg. In der Eile waren allerdings einige Stücke der Kleinodien in Nürnberg zurückgeblieben, was aber durch die Franzosen nicht entdeckt wurde, so dass am 29. September desselben Jahres Oberst Haller die zweite Sendung unter anderem mit dem Reichsschwert, der Heiligen Lanze und dem Reichskreuz an den Freiherrn von Hügel in Regensburg übergeben konnte.

### Wien

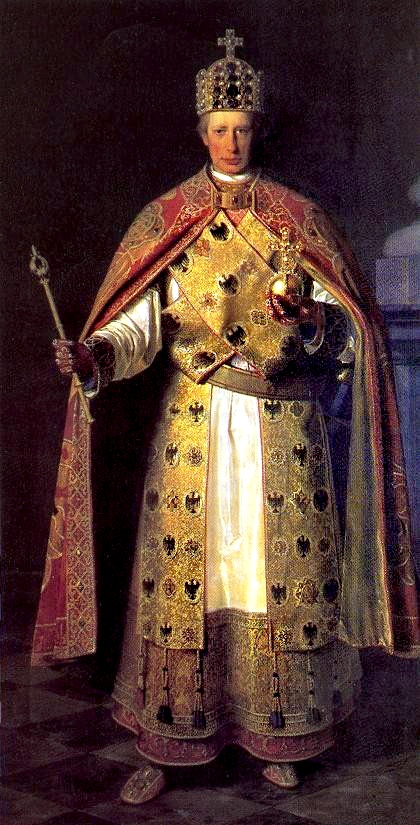
Der letzte Kaiser des Heiligen Römischen Reiches Franz II. im Krönungsornat (Gemälde von Ludwig Streitenfeld, 1874)

Der Aufenthalt der Reichskleinodien außerhalb der Mauern Nürnbergs sollte eigentlich nur vorübergehend sein. Sowohl Hügel als auch der damalige Kaiser Franz II. garantierten den Nürnbergern die sofortige Rückgabe der Reichskleinodien nach Beendigung der Gefahr. Wenig später war der Reichsschatz aber auch in Regensburg nicht mehr vor Napoleons Truppen sicher. Ohne Wissen und Zustimmung der Nürnberger transportierte von Hügel die Schätze über Passau nach Wien, wo sie am 29. Oktober 1800 der kaiserlichen Schatzkammer übergeben wurden. Der kaiserliche Schatzmeister bestätigte den Empfang der Reichskleinodien auf einer von den Nürnberger Losungern erstellten Flüchtlingsliste. Auf dieser Liste fehlten jedoch einige Gegenstände, wie zum Beispiel die Gugel (eine Mütze), eine Stola, zwei einfache Reichsäpfel und noch ein paar andere Bekleidungsgegenstände, die wahrscheinlich in den Wirren des Krieges verlorengingen.
Daneben wurden auch die sogenannten „Aachener Kleinodien“ nach Wien gebracht. So waren die Reichskleinodien in der kaiserlichen Schatzkammer vereinigt, wo sie geheim gehalten aufbewahrt wurden, während das Heilige Römische Reich, das von der Krone und den anderen Kleinodien symbolisiert wurde, in Trümmern versank. Als Reaktion auf die Krönung Napoleons zum Kaiser und die Gründung des „Rheinbundes“, der sich unter das Protektorat Napoleons stellte, legte Franz II. am 6. August 1806 die Krone des Heiligen Römischen Reiches nieder. Um zu verhindern, dass Napoleon an die erste Stelle der europäischen Fürsten durch seinen Kaisertitel aufrückte, machte er jedoch zuvor seine Anerkennung des Kaisertitels Napoleons von der Bestätigung eines neuen österreichischen Erbkaisertums abhängig. Er hatte deshalb bereits 1804 das Kaisertum Österreich proklamiert, für das die Hauskrone Rudolfs II. verwendet wurde.
Mit der Niederlegung der Krone des Reiches erklärte er, ohne durch die verbliebenen Reichsgremien dazu befugt gewesen zu sein, auch das Heilige Römische Reich für aufgelöst und entband alle Reichseinrichtungen und -beamten von ihren Pflichten gegenüber dem Reich. Damit hatte sich der Kaiser zwar formell über die Verfassung des Reiches hinweggesetzt, jedoch sprach der Kaiser nur aus, was faktisch schon geschehen war: Das Heilige Römische Reich hatte aufgehört zu existieren. Die Krone und die anderen Insignien waren damit keine Symbole des Reiches mehr. Sie standen nur noch als Schatz für eine fast tausendjährige Geschichte des Reiches. Die Kleinodien blieben in Wien und wurden im Jahre 1827 erstmals öffentlich als Museumsstücke in der Weltlichen Schatzkammer Wien gezeigt.

### Nürnberg (1938–1945)
Nach dem sogenannten Anschluss Österreichs an das Deutsche Reich im Jahr 1938 bestimmte Adolf Hitler, dass die Reichskleinodien von Wien wieder nach Nürnberg zu verbringen seien, womit seine Politik, Wien auf eine europäische Metropole zu reduzieren, einen Anfang nahm. In der Nacht vom 29. zum 30. August 1938 wurden die Kleinodien mit einem geheimen Sonderzug von Wien nach Nürnberg gebracht und dem Nürnberger Oberbürgermeister Willy Liebel übergeben. Zu einem Besuch Hitlers wurden die wichtigsten Teile der Kleinodien im Rathaussaal und danach in der Katharinenkirche ausgestellt.
Als nach Kriegsbeginn die Bedrohung durch Luftangriffe zunahm, wurde einer der ehemaligen Bierkeller im Nürnberger Burgberg als Historischer Kunstbunker ausgebaut, um dort Kunstschätze, darunter auch die Reichskleinodien, vor Bomben und Feuer zu schützen. Als sich die amerikanischen Truppen bei Kriegsende der Stadt näherten, brachten vier Beamte in einer heimlichen Aktion die Reichskrone zusammen mit anderen Teilen der Reichskleinodien in einen Teil des Paniersbunker, in dem auch die lokale Verwaltung untergebracht war. Dort wurden sie in einer Nische versteckt und eingemauert. Diese Aktion wurde strikt geheim gehalten. Um den Eindruck zu erwecken, dass diese Gegenstände nicht mehr in Nürnberg seien, wurde ein Scheintransport durchgeführt.
Als amerikanische Truppen nach dem Ende der Schlacht um Nürnberg am 20. April 1945 in das Stadtzentrum einrückten und das Fehlen der Krone im Kunstbunker bemerkten, suchten sie nach den Geheimnisträgern. Der an der Aktion beteiligte städtische Luftschutzdezernent Fries gab das Versteck preis, nachdem ihm im Verhör zugesichert wurde, dass die Reichsinsignien nicht als Beutegut nach Amerika gebracht würden. 

### Wien
Am 4. Januar 1946 wurden die Reichskleinodien nach Wien zurückgebracht. Seitdem wird die Reichskrone neben den anderen Reichskleinodien wieder im weltlichen Teil der Schatzkammer der Wiener Hofburg ausgestellt. Die Inventarnummer ist SK Inv.-Nr. XIII 1.

## Die Reichskrone als Symbol

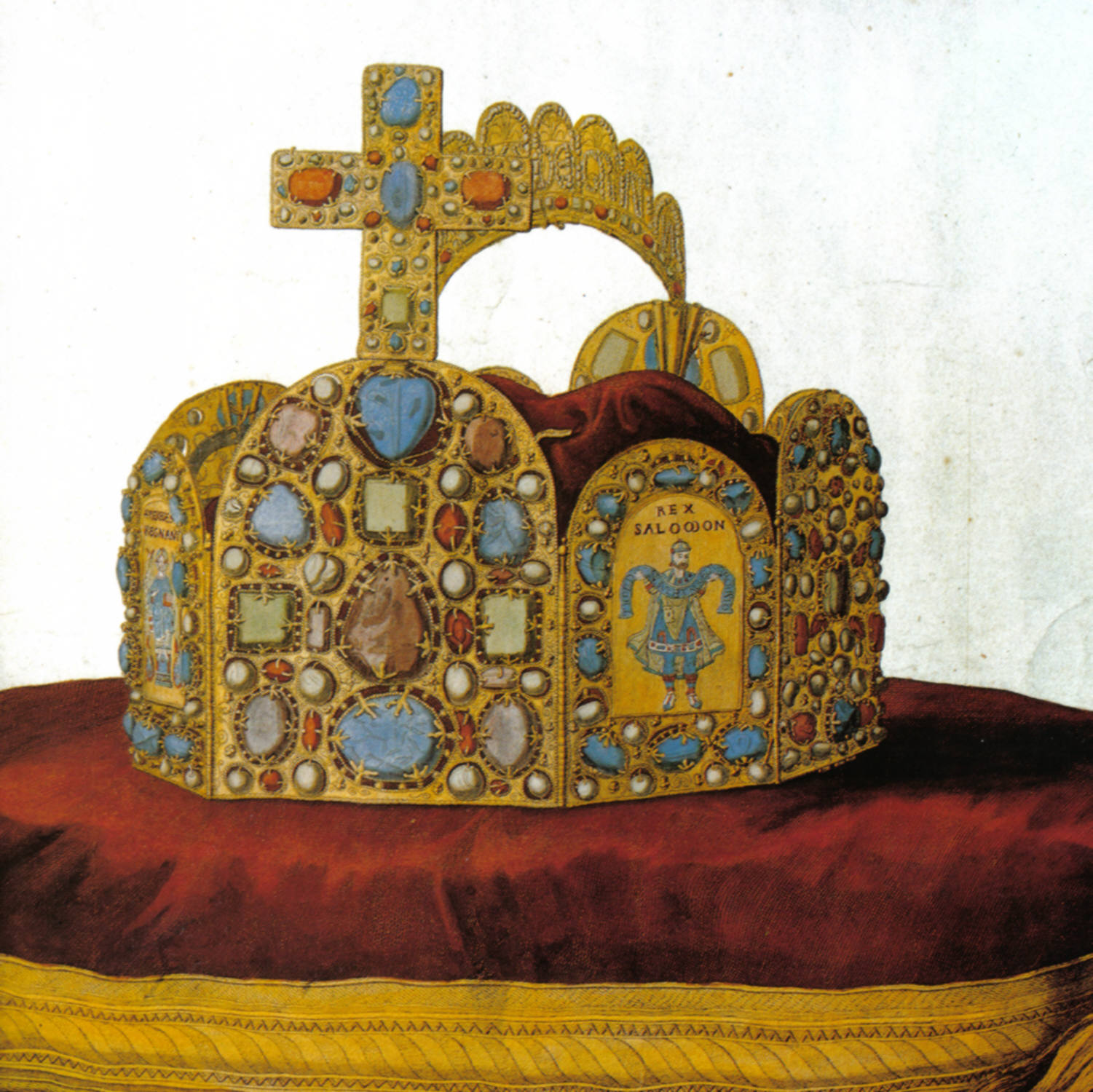
Die Reichskrone auf einem Stich von Johann Adam Delsenbach (um 1751)

Auf der einen Seite sind auf der Reichskrone viele Symbole in der Krone verarbeitet (wie die Bildplatten), auf der anderen Seite entfaltete die Reichskrone solche Bedeutung, dass sie selbst zu einem solchen wurde. Die Reichskrone auf rotem Grund war beispielsweise das heraldische Abzeichen des Erzschatzmeisters (Archithesaurarius), das zum Beispiel der Kurfürst von Braunschweig-Lüneburg im Herzschild (Schild innerhalb des Wappenschildes) seines Wappens führte, etwa Georg I. von Großbritannien und Irland im Herzschild des vierten Wappenfeldes.
Die im Folgenden aufgeführte Trennung der Funktion und Bedeutung der Reichskrone in eine weltliche und in eine religiöse Komponente ist sicherlich schwierig, da zur Zeit der Entstehung der Krone und in späteren Jahrhunderten diese Funktionen untrennbar miteinander verbunden waren. Sie verkörperte die Idee des Gottesgnadentums im Heiligen Römischen Reich. Für heutiges Denken ist es kaum noch möglich, sich das Wesen des Reichsgedankens als weltliches Reich Gottes vorzustellen. Um dennoch die Möglichkeit zu bieten, sich dem Thema zu nähern, wurde diese Unterteilung hier gewählt.

### Weltlicher Aspekt
Den Reichsinsignien und besonders der Reichskrone kam für das Hochmittelalter besonders die Legitimationsfunktion zu.
Das deutsche Königtum war erstens ein Wahlkönigtum. Das heißt unter anderem, dass es kein durchgehendes Herrschergeschlecht gab, welches das Reich repräsentierte, auch wenn sehr häufig die Söhne oder andere Verwandte der Kaiser beziehungsweise Könige zum römisch-deutschen König gewählt wurden. Um zu bekräftigen, dass jemand der rechtmäßige Souverän war, musste er sich durch den Besitz der Krone und der dazugehörenden Reichskleinodien ausweisen können. Durch das öffentliche Präsentieren der auctoritas, der Reichsinsignien, wies sich dieser also als rechtmäßiger Herrscher aus. So wurden beispielsweise die Reichskleinodien seit dem Jahr 1354 einmal jährlich vom Turm der Heilig-Blut-Kapelle auf dem Karlsplatz in Prag, aber auch in Basel und später in Nürnberg, öffentlich gezeigt. Diese Heiltumsweisungen sind seit Karl IV. (1316–1378) bekannt und waren das Ziel von Massenwallfahrten.
Zweitens waren die Könige beziehungsweise Kaiser des Mittelalters auf permanenter Reise (Reisekönigtum) oder auf Feldzügen innerhalb und außerhalb des Reiches, um ihre Macht zu demonstrieren und eventuell zu verteidigen, Krieg zu führen, um Recht zu sprechen und den Hofstaat durch die verschiedenen Pfalzen verpflegen zu lassen. Dem Reich fehlte dadurch, aber auch durch seinen überweltlichen Anspruch als Reich Gottes, die ideelle und geografische Mitte. Ihm fehlte eine Hauptstadt oder wenigstens ein Hauptort, an dem die Macht des Reiches präsentiert werden konnte. Durch den Kaiser beziehungsweise König wurde dem Reich wenigstens eine personelle Mitte gegeben. Zentrum des Reiches, der Gegenstand, in dem es tatsächliche Sichtbarkeit erlangte, waren aber nur die Reichskrone und die anderen Reichskleinodien. Die Krone selbst wurde daz riche genannt und so schrieb 1316 die Burgvögtin der habsburgischen Kyburg do daz rich bi mir zu kyburc waz, also als die Krone dort verwahrt wurde.
Wer über die Reichsinsignien verfügte, hatte nach außen die rechtmäßige Herrschergewalt. Deshalb wechselten die Reichsinsignien mindestens zweimal mit Gewalt den Besitzer. Um sich mit dem Reichsschatz das Königsamt zu sichern, überfiel der spätere Heinrich II. den aus Rom heimkehrenden Leichenzug Ottos III., um dem Toten die Reichsinsignien zu entreißen. Weiterhin wurden mit List Heinrich IV. die Zeichen königlicher Würde von seinem eigenen Sohn, dem späteren Heinrich V., entwendet.
Einem weiteren Beispiel für den Kampf um die Reichsinsignien begegnet man bei dem bereits erwähnten Kaiser Karl IV. Er wurde am 11. Juli 1346 von fünf Kurfürsten zum König gewählt und in Bonn mit nachgemachten Reichsinsignien gekrönt. Es ist bekannt, dass die Erhebung des Luxemburgers zum König unter den Zeitgenossen heftige Reaktionen auslöste. Schließlich wurde Karl als Gegenkönig und Favorit des Papstes Clemens VI. erhoben, während der Wittelsbacher Ludwig der Bayer die Herrschaft im Reich noch innehatte. Nach jahrelangem Krieg, mit diversen Intrigen, Kampf mit Bischöfen, Herzögen und einem weiteren nach Ludwigs Tod gewählten Gegenkönig Günther von Schwarzburg gelang es Karl die wittelsbachische Gegenpartei zur Herausgabe der Insignien zu zwingen. Trotzdem musste er bei der zweiten Krönung in Aachen (also jetzt am rechten Ort), die er genau auf das Ende der vereinbarten Frist zur Herausgabe gelegt hatte, noch immer auf diese Insignien verzichten. Im Februar 1350 schaltete er den Pfalzgrafen Ruprecht in neue Verhandlungen ein. Der Bautzener Vertrag vom 14. Februar 1350 stellte ihm den Erwerb auf den 4. April des gleichen Jahres in Aussicht.
Schon einen Monat vorher schickte Karl Bevollmächtigte nach München. Sie erhielten am 12. März 1350 das heiligtum des heiligen reichs und die cleynod, die in einer feierlichen Urkunde einzeln aufgezählt werden. Darunter befand sich auch besunder gancz und unverruket des egenanten heiligen keiser Karls guldein kröne mit dem pogen und dem crücze, die darauf gehörnet, geworcht von mangem edeln gesteine und golde, darinne ist besunder geworcht ein edel stein, den man nennet den waysen. Fast einhellig hat die Forschung diese Beschreibung auf die Reichskrone bezogen. Dies ist im Übrigen eine der ersten Erwähnungen der Krone als von Karl dem Großen stammend. Daneben ist diese Urkunde die bereits angeführte letzte Erwähnung des Waisen. Unverzüglich ließ Karl diese Krone mit den übrigen Reichsinsignien nach Prag bringen. In feierlicher Prozession geleitete er sie am Palmsonntag, dem 21. März 1350, auf den Hradschin und wies sie dem Volke vor. Kurz darauf schon führte er sie wieder nach Nürnberg, wohin er auf den 4. April einen Reichstag einberufen hatte. Auch dort stellte er sie feierlich aus. Allen Reichsständen wollte Karl seine königliche Macht demonstrieren.
Wenn die Krone besonders im Mittelalter sinn- und identitätsstiftend war, so wurde sie in der Frühen Neuzeit, insbesondere seit der Zeit der Aufklärung, als fragwürdig, ja sogar als lächerlich empfunden. Johann Wolfgang von Goethe, der am 3. April 1764 Augenzeuge der Krönung Josephs II. zum römisch-deutschen König in Frankfurt war, schrieb dazu in Dichtung und Wahrheit I,5:

„Der junge König (…) schleppte sich in den ungeheuren Gewandstücken mit den Kleinodien Karls des Großen, wie in einer Verkleidung, einher, so daß er selbst, von Zeit zu Zeit seinen Vater ansehend, sich des Lächelns nicht enthalten konnte. Die Krone, welche man sehr hatte füttern müssen, stand wie ein übergreifendes Dach vom Kopf ab.“

### Religiöser Aspekt

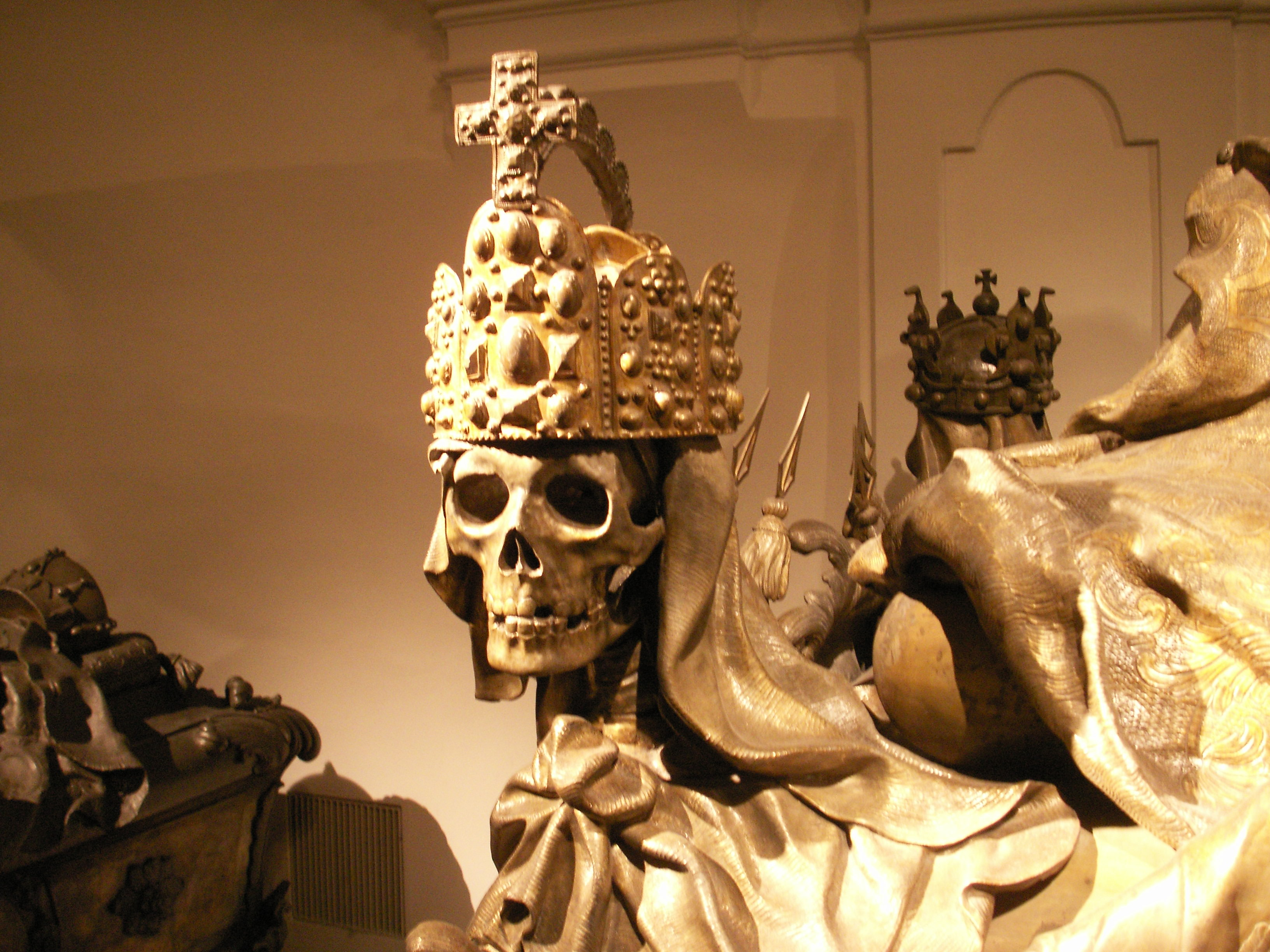
Krone auf einem Schädel beim Sarkophag Kaiser Karls VI. in der Kaisergruft in Wien

Im Frühmittelalter drückte sich in der Reichskrone die Vorstellung von Christus als König der Könige aus. So sagen es die Bildplatten, insbesondere die Christusplatte, die mit dem Spruch Per me reges regnant („Durch mich herrschen die Könige“) dem Kaiser das Gottesgnadentum zuweist und ihn so erhöht. Diesen ewigen König-Priester repräsentiert auf Erden der gekrönte Kaiser, er ist also gleichzeitig König und Priester (siehe auch Offenbarung des Johannes 21, 10–11, und Kaiserkult).
Mit diesem Kunstwerk wollte man also Gott verherrlichen, die kaiserliche bzw. königliche Herrschaft religiös legitimieren und den Kaiser und die Gefolgschaft zur Einhaltung der christlichen Herrschertugenden anhalten. Die Bildplatten zeigen sehr deutlich, welche dieser Tugenden gefordert waren und formulieren ein Herrscherideal: Salomo steht für Gottesfurcht und Weisheit, König David für Gerechtigkeit, König Ezechias und Prophet Jesaja stehen für ein langes Leben durch Gottvertrauen.
Daneben kam der Krone und den anderen Reichskleinodien eine Rolle als Reliquie bei den Heiltumsweisungen zu. So wandte sich Karl IV. am 17. August 1350 an Papst Clemens VI. und bat ihn, allen andächtigen Betrachtern der Reichsinsignien einen Ablass zu gewähren. Durch diese Erhöhung zu einem Objekt der Volksfrömmigkeit wurde die Würde und die Wirksamkeit der Insignien, aber insbesondere der Krone, verstärkt. Im Jahr 1353 wurde durch Karl erwirkt, dass an dem Altar, auf dem die Insignien ruhten, ein Pontifikalamt gehalten werden durfte.
Durch diese Maßnahmen hatte Karl einen Kult der Reichsinsignien etabliert, der seinen Eindruck auf die Menschen der damaligen Zeit nicht verfehlte. So notierte der Klosterchronist des niederösterreichischen Stiftes Zwettl, als Karl dieses besuchte:

„Der böhmische König Karl trat wie ein Kaiser auf, da er die Reichsinsignien besaß.“

Auch wenn es sich bei der Krone um keine Reliquie im engeren Sinne handelt, ist insgesamt in der Symbolik und in der Präsentation, die eben die Verehrung durch das Volk ausdrücklich einschließt, ein sakramentaler Charakter unübersehbar.
Seit der Reformation jedoch spielt die religiöse Komponente kaum noch eine Rolle bei der Bewertung der Krone und der anderen Reichsinsignien.

## Rezeption

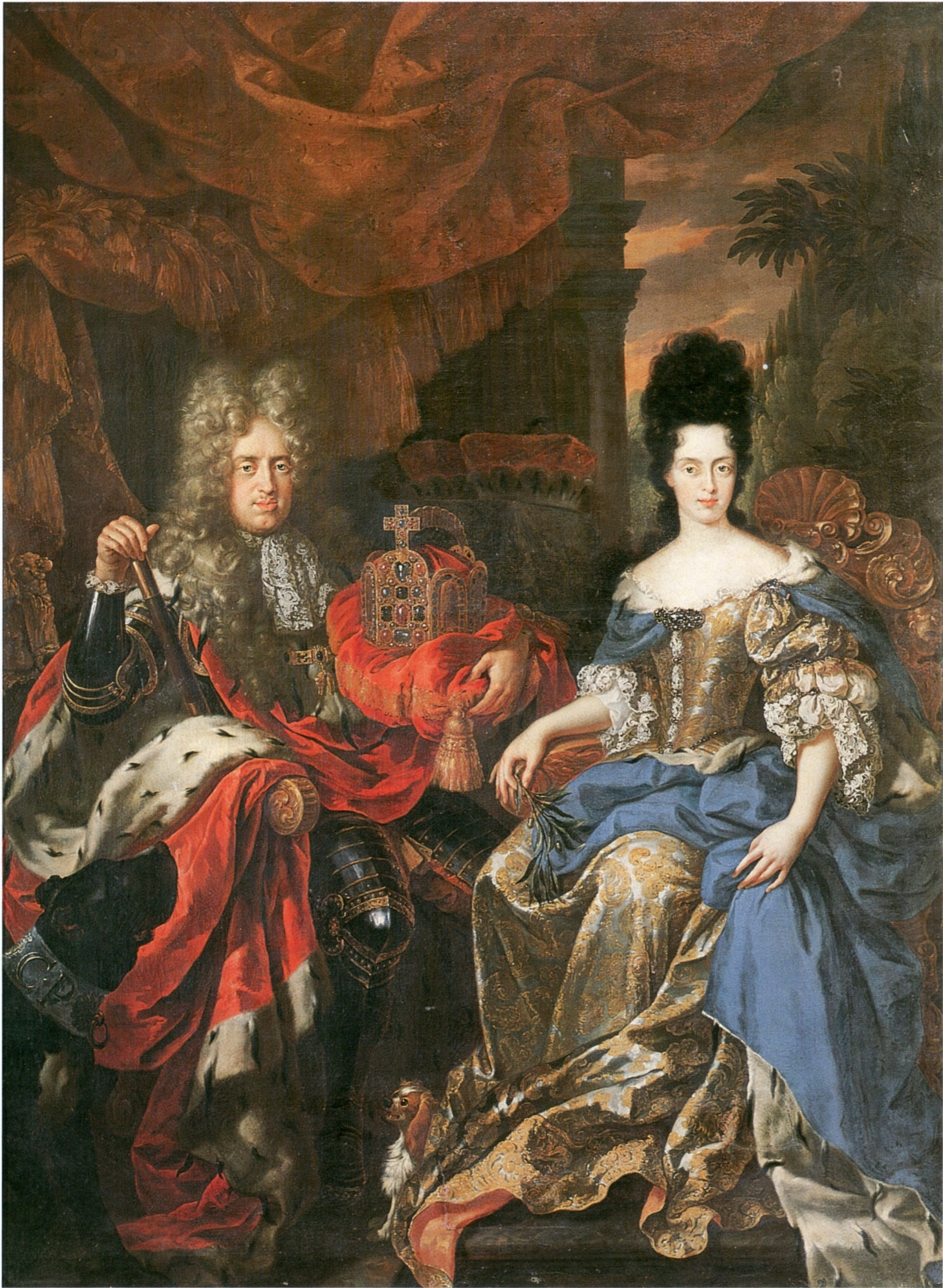
Das Doppelbildnis des Kurfürsten Johann Wilhelm von der Pfalz und seiner Gemahlin Anna Maria Luisa de’ Medici von Jan Frans van Douven aus dem Jahr 1708 verweist durch Abbildung der Reichskrone in der Bildmitte auf den Titel des Reichsvikars, den der pfälzische Kurfürst beanspruchte.
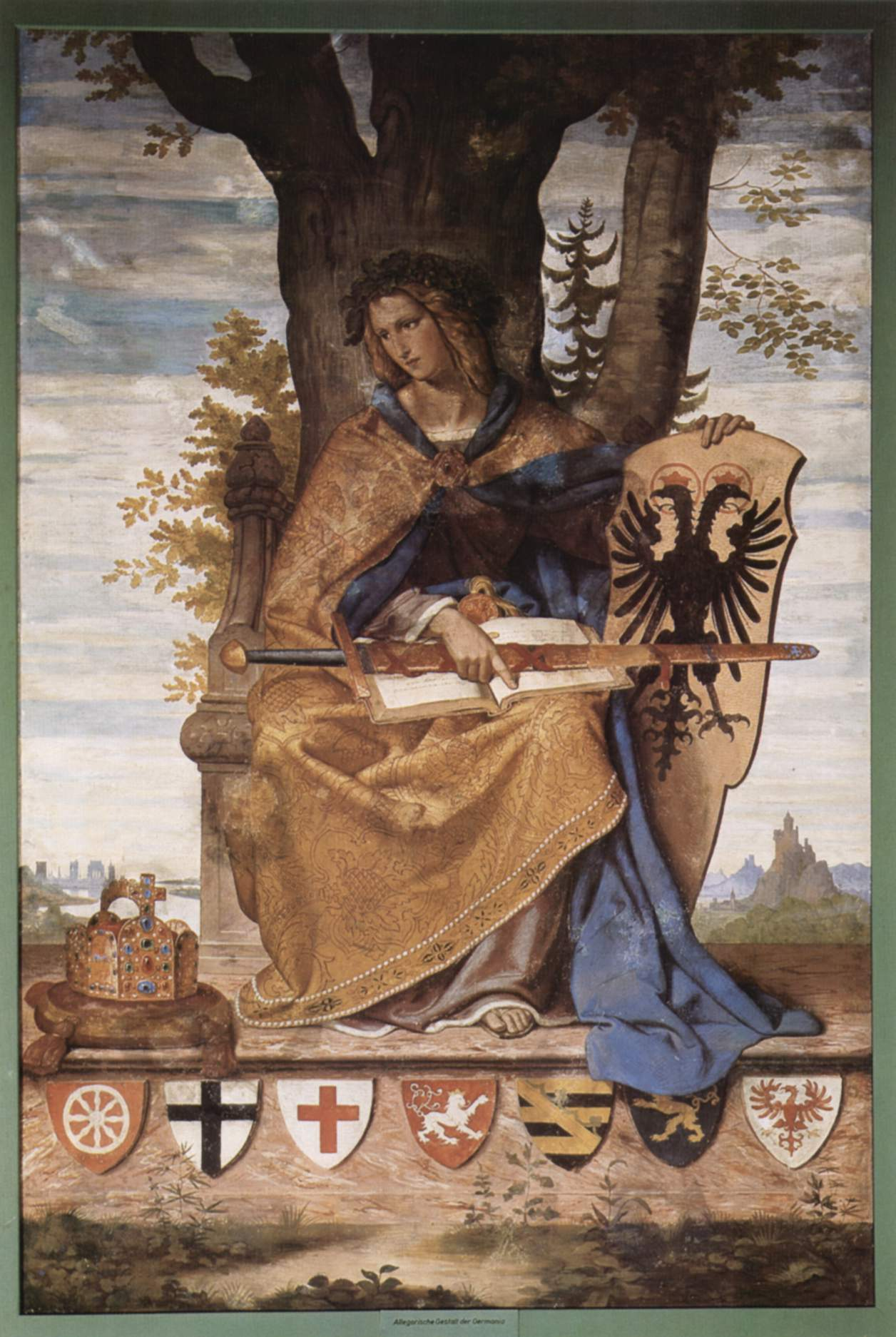
Philipp Veit: Allegorische Figur der Germania. Wandbild aus dem Städelschen Institut Frankfurt, 1834–1836; links unten die Reichskrone
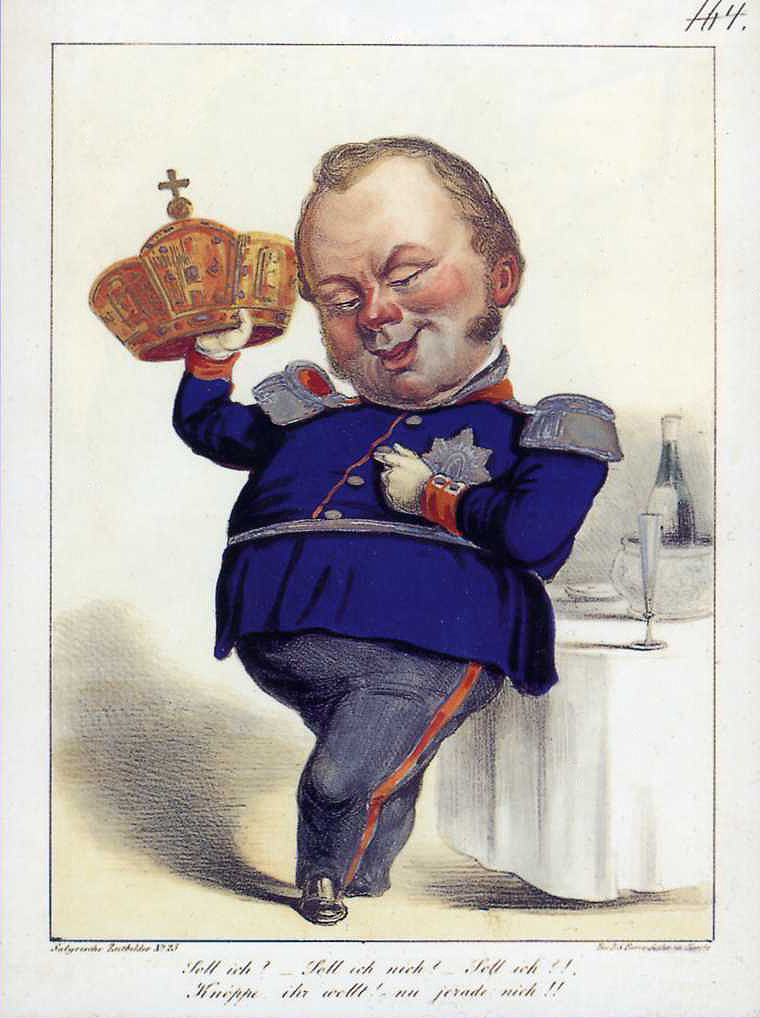
„Soll ich? – Soll ich nich? – Soll ich?! Kneppe, ihr wollt! nu jerade nich!!“ Friedrich Wilhelm IV. von Preußen zählt an den Knöpfen seiner Uniformjacke ab, ob er die ihm parlamentarisch angetragene Kaiserkrone annehmen soll. Karikatur aus dem Jahr 1849 von Isidor Popper
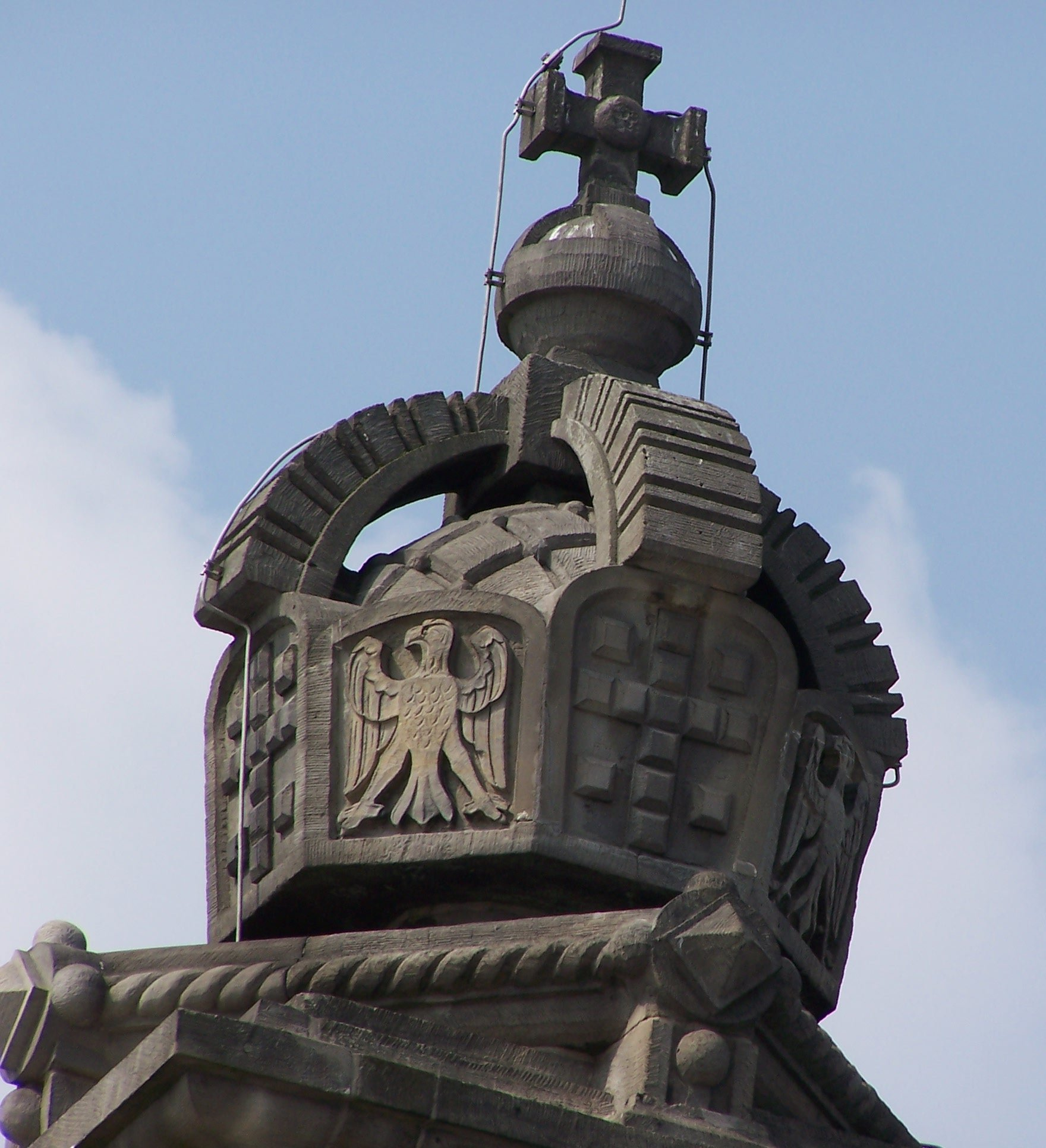
Kaiserkrone des Deutschen Reiches von 1871 auf den Türmen des Reichstagsgebäudes

Die Reichskrone wurde auch nach dem Ende des Heiligen Römischen Reichs als Symbol für ein „deutsches Kaiserreich“, nicht nur für das Alte Reich, aufgefasst. Als Friedrich Wilhelm IV. von Preußen die ihm von der Frankfurter Nationalversammlung 1849 angebotene „deutsche Kaiserkrone“ ablehnte (er sprach hierbei von einem „Ludergeruch von Revolution“, der ihr anhafte), wurde diese auf einer Karikatur wie selbstverständlich als Reichskrone dargestellt. Auch die Krone des Deutschen Reiches von 1871, die zwar nie wirklich existierte, aber per Erlass als Symbol bereits am 15. Oktober 1871, also ein knappes Jahr nach der Reichsgründung, eingeführt wurde, ähnelte sehr der Reichskrone.
In Meyers Konversations-Lexikon von 1888 liest man darüber folgendes:

„Die neue deutsche Kaiserkrone, welche bis jetzt nur im Modell vorhanden ist, hat einige Ähnlichkeit mit der alten Reichskrone. Sie besteht aus acht goldenen, oben halbkreisförmigen Schildchen, die mit Brillanten eingefaßt sind; die größern Schildchen zeigen ein Edelsteinkreuz, das von vier kleinern Edelsteinkreuzen bewinkelt ist. Die kleinern Schildchen zeigen den mit Brillanten besetzten Reichsadler, über dessen Haupt eine aus neun Edelsteinen gebildete Rosette angebracht ist. Die K. ist oben mit vier Bügeln geschlossen, die mit Blattwerk besetzt sind und am Gipfel den Reichsapfel tragen. Das Futter der K. besteht aus Goldbrokat.“

Obwohl sich der Kaiser diese Krone also niemals wirklich auf den Kopf setzen konnte, war die neue Kaiserkrone überall präsent. Ob im Wappen des Reiches (einem Reichsadler mit Krone über dem Kopf), auf Münzen und Geldscheinen, Briefmarken und in der Hauptstadt Berlin. Besonders in den Verzierungen des dortigen Reichstagsgebäudes ist sie oft zu sehen. Dieselbe Krone wird heute noch von dem monarchistischen Verein Tradition und Leben, der sich eine Wiedereinführung des Deutschen Kaiserreichs zum Ziel gemacht hat, als Symbol verwendet. Dieser sieht die Krone als Symbol für die deutsche Einheit, vor allem aber für die christlichen Werte des Abendlandes – diese sind in der alten Reichskrone jedoch viel stärker symbolisiert.
Keine andere europäische Krone, nicht die russische, nicht die englische oder spanische entfalteten jemals eine solche Wirkung und Symbolkraft wie die Reichskrone. Dies lag nicht nur in ihrer rechtlichen Stellung begründet, sondern hing sicher auch mit ihrer kultischen Bedeutung und der langen historischen Kontinuität zusammen. Vergleichbar mit der Reichskrone sind in dieser Hinsicht nur die böhmische Wenzelskrone, die ungarische Stephanskrone und die lombardische Eiserne Krone.
Nachbildungen der Reichskrone sind im Historischen Museum Frankfurt, im Aachener Rathaus und im Nürnberger Rathaus ausgestellt. Die Frankfurter Replik datiert aus dem Jahr 1913, die Aachener Kopie wurde 1915 von Paul Beumers fertiggestellt, die Nürnberger Nachbildung entstand 1985–1990.
Im Projekt CROWN. Untersuchungen zu Materialität, Technologie und Erhaltungszustand der Wiener Reichskrone finden seit 2022 interdisziplinäre Forschungen statt. 2023 wurden erste Ergebnisse bekannt. Eine TV-Dokumentation vom Dezember 2024 beruft sich auf dieses Projekt, das 2025 abgeschlossen werden soll.